# Guangzhou (stacja kolejowa)
Guangzhou (chiń. 广州站; pinyin Guǎngzhōu Zhàn) - stacja kolejowa w Kantonie (Guangzhou), w prowincji Guangdong, w Chinach. Jest jedną z największych stacji w południowych Chinach, z której odprawiane są pociągi m.in. do Pekinu (2294 km), Szanghaju (1780 km) i Lhasy (4980 km). 
Dworzec obsługiwany jest przez metro; linia nr 2.